# Tụng Long kỳ
Tụng Long kỳ (giản thể: 颂龙旗; phổn thể: 頌龍旗; bính âm: Sòng Lóng Qí) là một bài quốc ca bán chính thức của Trung Quốc, cũng như là quân ca và Hoàng ca.

## Lịch sử
Năm 1906, (năm Quang Tự thứ 32), Sở quân của nhà Thanh được thành lập, và viết bài hát này làm quốc ca, nhà Thanh đã sử dụng bài hát này làm quốc ca tạm thời (代國歌).

## Lời bài hát

### Tiếng Trung giản thể
于斯万年， 亚东大帝国！
山岳纵横 独立帜， 江河漫延文明波 ；
四百兆民神明冑， 地大物产博。
扬我黄龙帝国徽， 唱我帝国歌！

### Tiếng Trung phổn thể
於斯萬年， 亞東大帝國！
山嶽縱橫獨立幟， 江河漫延文明波 ；
四百兆民神明冑， 地大物產博。
揚我黃龍帝國徽， 唱我帝國歌！

### Bính âm Hán ngữ
Yú sī wàn nián, yà dōng dà dì guó!
Shān yuè zòng héng dú lì zhì, jiāng hé màn yán wén míng bō;
Sì bǎi zhào mín shén míng zhòu, dì dà wù chǎn bó.
Yáng wǒ huáng lóng dì guó huī, chàng wǒ dì guó gē!

### Hán Việt
Vu tư vạn niên, Á Đông Đại đế quốc!
Sơn nhạc tung hoành độc lập xí, giang hà man duyên văn minh ba;
Tứ bách triệu dân thần minh trụ, địa đại vật sản bác.
Dương ngã hoàng long Đế quốc huy, xướng ngã Đế quốc ca!

### Bản dịch tiếng Việt
Ở đây trong mười ngàn năm,
Đại đế quốc của Đông Á!
Những ngọn núi băng qua đứng một mình,
Những dòng sông trải rộng là những con sóng của nền văn minh;
Bốn trăm triệu người dưới sự bảo trợ của các vị thần,
Vùng đất rộng lớn và sản xuất dồi dào.
Vẫy lá cờ rồng vàng của đế quốc,
Hát bài hát của Đế quốc chúng ta!